# 科爾德湖 (艾伯塔省)

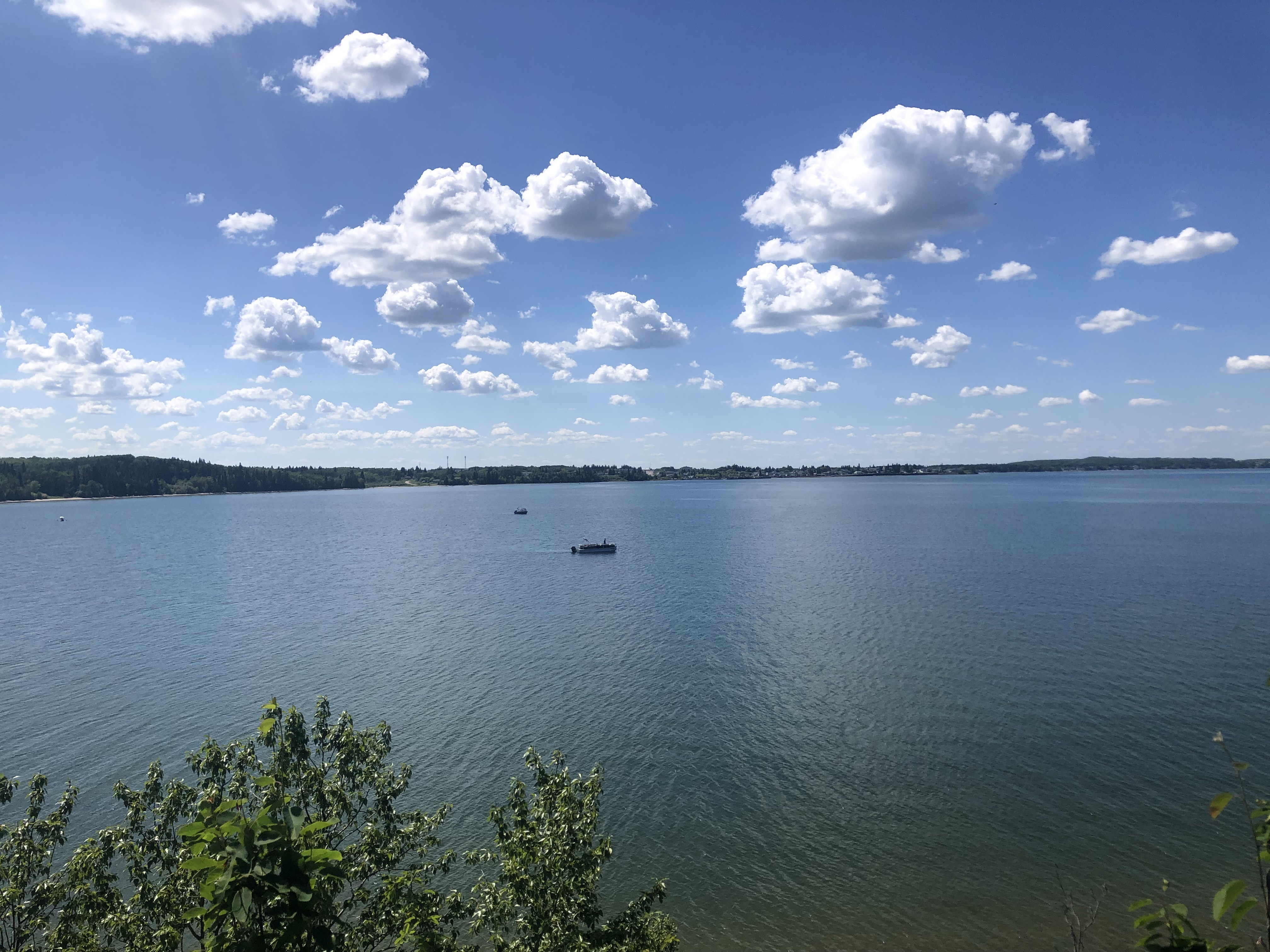

科爾德湖是加拿大的湖泊，位於薩斯喀徹溫省和艾伯塔省之間的分界線，長26公里、寬23.6公里，面積373平方公里，集水區面積6,140平方公里，海拔高度535米，平均水深49.9米，最大水深99.1米，蓄水量18.6立方公里。

## 外部連結
- Fish Species of Saskatchewan
- Meadow Lake Provincial Park
- http://gateway.ca.gov.ab.ca/siteinformation.aspx?id=22%5B%5D

54°33′N 110°03′W / 54.550°N 110.050°W